# Предраг Ђурић
Предраг Ђурић (Нови Сад, 1974) стрип је сценариста, публициста, уредник и писац.
Најпознатији је по стрип албумима које је радио са више домаћих и страних цртача, укључујући Франциска Малдонада, Франческа Контеа, Мајка Галагера, Карлу Андреу Лопез Мата, Диега Лопез Мату, Марцела Салазаа, Дена Гудфелоуа, Ују Шибују, Миодрага Ивановића, Маринка Лебовића, Милана Анђелковића, Јелену Вучић, Сабахудина Мурановића, Ненада Цвитичанина, Владу Николовског, Луку Цакића, Вукашина Ивковића, Фрању Страку, Звонимира Видића и Сандру Радочај. Аутор је и романа „Кохабитација (2013)“, „Стрападо" (2019), „Patchwork" (2019), "Мелкиоров чин" (2023) и "Птице селице" и  „Пет дебелих песника" (2024), као и књига „Златно доба војвођанског стрипа" (2016), "Златно доба војвођанског стрипа и после њега" (2021), "Квадрати који говоре" (2021) и "Здравко Сулић - лирско, снено, меланхолично" (2024).
Више Ђурићевих стрипова је награђено, роман "Пет дебелих песника" награду "Стеван Пешић" за 2024. годину, a роман "Птице селице" освојио је наградe "Станко Ракита" и "Совица" за 2023. годину. Романи "Пет дебелих песника" и "Стрападо" ушли су у најужи избор, а роман "Кохабитација" у ужи избор за В.Б.З. награду.

## Биографија
Рођен у Новом Саду 1974. године. Прве стрип сценарио написао је још са девет година, када је и објавио прву песму у Тик-таку, а са десет година је написао прву драму. Са непуних 16 година приступа групи Принц Валијант - Б4 и интензивно ради на стрип сценарију. Био је уредник магазина Војвођански стрип и истоименог веб портала. Аутор је три изложбе - "Тарзан у Новом Саду" (Културни центар Нови Сад, 2012), "Стрип у војвођанској штампи на немачком језику између два светска рата" (Музеј савремене уметности Војводине, 2015) и "Душан Рељић - стрип, карикатура, илустрација" у Студентском културном центру Београд (2020).
Сарађивао је са листом "Невен" у области стрипа. У овом часопису објављивао је текстове из историје стрипа и водио школу стрипа. Аутор је више текстова из области стрипа, а урадио је и бројне интервјуe са водећим стрип ауторима.
Од 2012. до 2016. године ради сценарија за издавачку кућу „ROSENCRANTZ“.

## Награде и признања
- Роман "Птице селице" - Награда "Совица" за најбољи необјављени роман за децу, 2023.
- Стрип "Штајнеров крај" (цртеж Звонимир Видић) - трећа награда на Међународном салону стрипа у Велесу, 2021.
- Стрип "Последњи Италијан" (цртеж Вукашин Ивковић) - награда за најбољи сценарио на Међународном салону стрипа у Велесу, 2020.
- Стрип "Заглављен" (цртеж Аугустина Зокаите) - награда за најбољи сценарио на Међународном салону стрипа у Велесу, 2019.
- Стрип "Love is in the air" (цртеж Франческо Конте) - награда за најбољи сценарио на Међународном салону стрипа у Велесу, 2018. године.
- Стрип "Пепео пепелу" (цртеж Франческо Конте) - награда за најбољи сценарио и специјална награда жирија на Међународном салону стрипа у Велесу, 2014. године.
- Стрип "Разгледница из Сарајева" (цртеж Франсиско Малдонадо и Златко Миленковић) - трећа награда на Међународном салону стрипа у Велесу, 2013. године.
- Сценарио за стрип "Cat &Ninja", трећа награда СтрипГена, 2009. године.

## Изабрана библиографија
- Пет дебелих песника (роман), "Раштан издаваштво", Београд. 2024.
- Птице селице (роман), "Завод за уџбенике и наставна средства РС", Источно Ново Сарајево. 2023.
- Мелкиоров чин (роман), "ИБН", Београд. 2023.
- Patchwork (роман), "ИБН", Београд. 2019.
- Стрападо (роман), "ИБН", Београд. 2019.
- Кохабитација (роман), „Розенкранц“, Маглић. 2013.  978-86-89191-04-2..
- Здравко Сулић - лирско, снено, меланхолично, "Студентски културни центар", Нови Сад. 2024.
- Златно доба војвођанског стрипа и после њега, "Студентски културни центар", Нови Сад. 2021.
- Квадрати који говоре, "Модести стрипови", Београд. 2021.
- Душан Рељић - стрип, карикатура, илустрација, "Модести стрипови", Београд. 2019.
- Златно доба војвођанског стрипа - 23 интервјуа, „Розенкранц“/„Систем комикс“, Маглић/Београд. 2016.  978-86-89309-35-5.
- Сва лица слободе (стрип), цртеж: разни цртачи, "Студентски културни центар", Нови Сад, 2021.
- Последња станица, друго измењено издање у боји (стрип), цртеж: Франсиско Малдонадо, Златко Миленковић, Тара Керац, "System Comics", Београд, 2021.
- Дан кад је почело лето (стрип), цртеж: Франческо Конте. 2013. (Francesco Conte), —||—.  978-86-89191-06-6..
- Последња станица (стрип), цртеж: Франциско Малдонадо (Francisco Maldonado). 2013. —||—.  978-86-89191-05-9..
- Комуниста (стрип), цртеж: Мајк Галагер (Mike Gallagher). 2013. —||—.  978-86-89191-04-2..
- Пут (стрип), цртеж: Карла Андра Лопез Мата, Диего Лопез Мата (Carla Andrea Lopez Mata, Diego Lopez Mata). 2013. —||—.  978-86-89191-05-9..
- Бегунац (стрип), цртеж: Ненад Цвитичанин, 2013. —||—.  978-86-89191-03-5..
- Година рака (стрип), цртеж: Карла Андреа Лопез Мата, Диего Лопез Мата. 2014.  978-86-89191-10-3..
- Крик (стрип), цртеж: Ден Гудфелоу. 2014.  978-86-89191-11-0..
- П.С. (стрип), цртеж: Марцело Салаза. 2014.  978-86-89191-12-7..
- Нова Панонија (стрип), цртеж: Франческо Конте. 2014.  978-86-89191-13-4..
- Предодређени (стрип), цртеж: Ују Шибуја. 2014.  978-86-89191-15-8..
- Уликс: Почетак револуције (стрип), цртеж: Милан Анђелковић. 2014.  978-86-89191-19-6..
- Тито (графички роман), цртеж: Јелена Вучић. 2015.  978-86-89191-16-5..
- Крај света (стрип), цртеж: Павел Коза. 2015.  978-86-89191-20-2..
- Добровољац (стрип), цртеж: Маринко Лебовић и Миодраг Ивановић, Војвођански стрип 1, 2015. ISSN 2406-3274(и у Сва лица слободе, 2021).
- А сан шта је? (стрип), цртеж: Миодраг Ивановић, Војвођански стрип 1, 2015. ISSN 2406-3274 (и у Сва лица слободе, 2021).
- Разгледница из Сарајева (стрип), цртеж: Франциско Малдонадо и Златко Миленковић, Војвођански стрип 1, 2015. ISSN 2406-3274 (и у Сва лица слободе, 2021).
- Приче из Југославије (графички роман), цртеж: Сабахудин Мурановић. 2015.  978-86-89191-22-6..
- Четиристо корака (стрип), цртеж: Миодраг Ивановић, Војвођански стрип 2, 2015. ISSN 2406-3274 (и у Сва лица слободе, 2021).
- Пепео пепелу? (стрип), цртеж: Франческо Конте, Војвођански стрип 2, 2015. ISSN 2406-3274. (и у Креатору 21-22 2015. године и у Сва лица слободе, 2021).).
- Писмо из Галиције (стрип), цртеж: Сабахудин Мурановић, (У: Линије Фронта 2). 2015.  978-86-89309-21-8.(и у Сва лица слободе, 2021).
- Четиристо корака (стрип), цртеж: Миодраг Ивановић, (У: Линије Фронта 3). 2015.  978-86-89309-29-4. (и у Сва лица слободе, 2021).
- Лепа Марија из Нове Барселоне (стрип), цртеж: Лука Цакић. (У: Сва лица слободе), 2021.
- Штајнеров крај (стрип), цртеж: Звонимир Видић. (У: Сва лица слободе). 2021.
- Човек пева после рата (стрип), цртеж: Владо Николовски, (У: Линије фронта 10, 2023. и у Сва лица слободе, 2021).
- Из рубних предела (стрип), цртеж: Фрања Страка. (У: Сва лица слободе), 2021.
- Последњи Италијан (стрип), цртеж: Вукашин Ивковић. (У: Сва лица слободе), 2021.
- 12 Септембар 1914 (стрип), цртеж: Владо Николовски. (У: Линије фронта 9, 2020. и Сва лица слободе, 2021).
- Networking (стрип) цртеж: Владо Николовски. (У: Сва лица слободе, 2021).
- Било једном... (стрип), цртеж: Владо Николовски). (У: Сва лица слободе, 2021).
- Заглављен (стрип) цртеж: Аугустина Зокаите). (У: Сва лица слободе, 2021).
- Јесен рана (стрип) цртеж: Владо Николовски). (У: Деветка10/11, 2024 и Сва лица слободе, 2021).
- Љубав у доба Брегзита (стрип) цртеж: Владо Николовски. (У: Сва лица слободе, 2021).
- Love is in the air (стрип), цртеж: Франческо Конте). (У: Креатор стрип, 27-28, 2018. и Сва лица слободе, 2021).
- Дрво живота (стрип), цртеж: Владо Николовски. (У: The last tree, Frame, Праг, 2018; Деветка 10/11, 2024, Сва лица слободе, 2021).
- …Прах праху (стрип) цртеж: Владо Николовски.  (У: The last tree, Frame, Праг, 2018; Деветка 9, 2023, Сва лица слободе, 2021).
- Емиграција у 48 слика (стрип), цртеж: Владо Николовски), (У: Деветка 2, 2018, Сва лица слободе, 2021).
- Сва лица слободе (стрип), цртеж: Владо Николовски. (У: How to survive a distsatorship, AltCom, Малмe, 2018, Деветка 7, 2021, Сва лица слободе, 2021).
- Аутопут (стрип), цртеж: Сандра Радочај, 2023.
- Стрип у војвођанској штампи на немачком језику између два светска рата. 2015.  978-86-88497-04-6..